# Rezo
Rezo (Wuppertal) és un youtuber i empresari. Produeix vídeos, generalment de música o de comedy.
Va ser conegut per un vídeo La destrucció de la CDU, publicat el 18 de maig de 2017 al qual liquida la política del partit d'Angela Merkel en particular i de la gran coalició (SPD, CDU i CSU) en general, principalment basat en informes científics. En menys d'una setmana va ser descarregat més de deu milions de vegades. Hi defensa la tesi que aquest partit i aquesta generació de polítics no té prou cura del futur del planeta i dels interessos dels joves.